# 324-та піхотна дивізія (Третій Рейх)
324-та піхотна дивізія (Третій Рейх) (нім. 324. Infanterie-Division), також піхотна дивізія «Гамбург» (нім. Infanterie-Division Hamburg) — піхотна дивізія Вермахту, що існувала наприкінці Другої світової війни.

## Історія
Піхотна дивізія «Гамбург» сформована 4 березня 1945 року в ході 34-ї хвилі мобілізації у X-му військовому окрузі. Незабаром спрямована на посилення військ Вермахту на Західному фронті. Розгромлена у Рурському котлі. Залишки дивізії пішли на посилення дивізії № 618 (нім. Division z.b.V. 618).

## Райони бойових дій
- Німеччина (березень — квітень 1945)

## Командування

### Командири
- генерал-майор Вальтер Штайнмюллер (нім. Walter Steinmüller) (4 березня — квітень 1945).

### Підпорядкованість
| Час     | Корпус     | Армія                       | Група армій (округ) | Штаб |
| ------- | ---------- | --------------------------- | ------------------- | ---- |
| 1945    |            |                             |                     |      |
| квітень | LXIII-й ак | Армійська група фон Лютвіца | Група армій «B»     |      |

## Склад
| Березень 1945                      |
| ---------------------------------- |
| 558-й гренадерський полк           |
| 559-й гренадерський полк           |
| 324-й фузілерний батальйон         |
| 324-й артилерійський полк          |
| 324-й інженерний батальйон         |
| 324-й дивізійний батальйон зв'язку |